# Заботкіна Ольга Леонідівна
Ольга Леонідівна Заботкіна (рос. О́льга Леони́довна Забо́ткина; 18 січня 1936 — 21 грудня 2001) — радянська балерина та акторка, солістка Ленінградського театру опери та балету ім. Кірова. Заслужена артистка РРФСР (1960).

## Біографія
Прадід Ольги Заботкіної, Дмитро Степанович, був військовим інженером; батько, Леонід Дмитрович (1902—1942), навчався у Миколаївському кадетському корпусі, потім — у Пажеському, навчання в якому перервала революція. Закінчив Ленінградський інститут шляхів сполучення та працював інженером, помер під час блокади. Мати Ольги, Маргарита Михайлівна Оленева (1905—1995), була дочкою дійсного статського радника Михайла Львовича фон Левенштерна. 6 листопада 1934 року вона одружилася і змінила прізвище, але після розлучення повернула дошлюбне прізвище. Вижила в блокаду і працювала у Ленінградському музеї етнографії.
Ольга Заботкіна народилася 18 січня 1936 року у Ленінграді.
1953 року закінчила Ленінградське хореографічне училище.
З 1953 по 1977 рік працювала у трупі Ленінградського театру імені Кірова. Була яскравою характерною танцюристкою ленінградської сцени. Класична строгість форми поєднувалась у мистецтві балерини з тонким почуттям стилю національного танцю.
З 1965 по 1970 рік була одружена з фаготистом оркестру театру імені Кірова С. В. Красавіним, в 1980 одружилася з поетом-пародистом Олександром Івановим. Коли Іванов став телеведучим передачі «Навколо сміху», Заботкіній довелося залишити сцену, переїхати до Москви і стати секретаркою чоловіка.
Разом вони збудували двокімнатну кооперативну квартиру у престижному будинку біля метро «Аеропорт».
Пережила чоловіка п'ять років. Останні кілька років сильно хворіла, майже не виходила надвір, нікого не запрошувала до себе. «Я не хочу, щоб ви мене такою бачили», — відповідала друзям по телефону.
Померла у Москві 21 грудня 2001 року у 65 років. З волі покійної її порох доставлений у Санкт-Петербург із Москви. Похована на Смоленському цвинтарі.

## Фільмографія
- 1955 — Незакінчена повість
- 1964 — Спляча красуня